# Banovo
 Banovo  falu Horvátországban Zágráb megyében. Közigazgatásilag Vrbovechez tartozik.

## Fekvése
Zágrábtól 38 km-re északkeletre, községközpontjától 3 km-re északra a megye északkeleti részén fekszik. 

## Története
A település nevét onnan kapta, hogy a horvát bánok birtoka volt, lakói egykor a bánok szolganépei, kézművesek, cselédek voltak. 1850-ig Prnjarevac, majd 1880-ig Imbiovec volt a neve. 1890 körül Mala Lovrečina néven említik. Lovrečina Grad uradalmához tartozott. 1910-óta szerepel a mai nevén amikor főként a Zagorje vidékéről földművesek telepedtek le itt, akik megvásárolták a korábbi uradalmi földeket. 
1910-ben 123 lakosa volt. Trianonig Belovár-Kőrös vármegye Kőrösi járásához tartozott. 1945 után a faluban négyosztályos elemi iskola nyílt. 2001-ben  121 lakosa volt. 

## Lakosság
| Lakosság változása | Lakosság változása | Lakosság változása | Lakosság változása | Lakosság változása | Lakosság változása | Lakosság változása | Lakosság változása | Lakosság változása | Lakosság változása | Lakosság változása | Lakosság változása | Lakosság változása | Lakosság változása | Lakosság változása |
| ------------------ | ------------------ | ------------------ | ------------------ | ------------------ | ------------------ | ------------------ | ------------------ | ------------------ | ------------------ | ------------------ | ------------------ | ------------------ | ------------------ | ------------------ |
| 1857               | 1869               | 1880               | 1890               | 1900               | 1910               | 1921               | 1931               | 1948               | 1953               | 1961               | 1971               | 1981               | 1991               | 2001               |
| 0                  | 0                  | 0                  | 0                  | 0                  | 123                | 127                | 149                | 167                | 163                | 146                | 114                | 114                | 107                | 121                |

## Külső hivatkozások
Vrbovec város hivatalos oldala